# Hibiscadelphus bombycinus
Hibiscadelphus bombycinus ist eine ausgestorbene Baumart aus der Gattung Hibiscadelphus.

## Beschreibung
Hibiscadelphus bombycinus war ein kleiner, offenbar laubabwerfender Baum von nicht dokumentierter Wuchshöhe. Diese Art wies Ähnlichkeit mit Hibiscadelphus hualalaiensis auf. Die nierenförmigen Laubblätter waren jedoch kleiner und die Hüllblätter breiter. Die breite, länglich verkehrt-eiförmige Blattspreite war 3 bis 8,5 cm lang. Die Blattoberseite war spärlich behaart. Die Unterseite war vor allem in den Nervenachseln dicht behaart. Die Blattform war drei-winkelig, fünf-winkelig oder gelappt. Der Blattrand war unregelmäßig gekerbt. Der Blattgrund war tief herzförmig mit einem geschlossenen Blatteinschnitt.
Die Blattstiele waren 1 bis 5 cm, die Blütenstiele 2 cm und die Fruchtstiele 4 cm lang. Die sechs 9 bis 10 mm langen und 1 bis 5,3 mm breiten Hüllblätter waren linealisch-länglich bis spatelförmig und an der Basis etwas verwachsen. Der ungefähr 1,2 cm lange Blütenkelch war röhrenförmig bis glockenförmig. Die etwa 3,3 cm lange Blumenkrone war mäßig gewölbt. Die 2,5 bis 3 cm lange, holzige Kapselfrucht war etwas verkehrt eiförmig und zugespitzt. Das Mesokarp war stark ausgeprägt und netzartig. Es gab zehn Endokarpschichten. Die gelblichen, wollig umhüllten Samen waren 6 mm lang.

## Aussterben
Hibiscadelphus bombycinus wurde nur einmal zwischen 1851 und 1868 von Wilhelm Hillebrand an den trockenen Hängen des Kohala bei Kawaihae, Hawaiʻi gesammelt. 1920 wurde die Art anhand eines falsch etikettierten Herbarexemplares im Bernice P. Bishop Museum von Charles Noyes Forbes beschrieben. Als Aussterbeursachen werden die Zerstörung der Vegetation durch Überweidung und Buschbrände vermutet.